# Walfried Winkler
Walfried Winkler, född 17 mars 1904 i Chemnitz, död 14 januari 1982, var en tysk motorcykelförare.
Winkler var anställd hos Auto Union i Chemnitz. Han var under mitten av 1930-talet en av Europas bästa GP-förare i A-klassen. Han började som tävlingsförare på Wanderer 1925 men övergick samma år till DKW, som han sedan dess alltid körde. Bland hans många segrar, samtliga i klass A, märks Europas GP 1934, Hollands TT 1935 och 1937, Tysklands GP och Avusloppet 1935, Belgiens GP 1937 samt en andraplacering i Europas GP:s B-klass 1938. Vidare segrade han i Sveriges GP 1935, 1936 och 1937, varvid han sistnämnda år för alltid erövrade Trelleborgspokalen till Auto Union. Winkler, som i A-klassen blev tysk mästare i backe 1934 och på landsväg 1934 och 1935, satte dessutom många internationella hastighetsrekord.